# Homalia auriculata
Homalia auriculata là một loài rêu trong họ Neckeraceae. Loài này được Wilson mô tả khoa học đầu tiên năm 1854.